# Марија Крећа
Марија Крећа (рођена у Београду 25. априла 1954) је српска балерина и критичар уметничке игре.

## Биографија
Марија Крећа рођена је 1954. године у Београду где је завшила основну и средњу школу, као и Економски факултет. Поред тога завршила је и балетску школу „Лујо Давичо”, школу модерног балета Смиљане Мандукић, новинарску школу при РТС-у код Јована Шћекића и Горана Милића. 
Наступала је у Народном позоришту у Београду као играч. Члан је Удружења балетских уметника Србије. Бави критиком уметничке игре и праћењем играчке сцене у Београду и Србији. Живи и ради у Београду.

## Каријера
Као ученица балетске школе учествовала на концертима у Народном Позоришту у Београду. Године 1972. године играла је у целовечерњој представи Пинокио у кореографији Мирјане Николић-Костић, са којом је у организацији Музичке омладине Србије гостовала по градовима у Србији. По завршетку балетске школе била је члан балетске групе Бориса Радака, с којом је наступала на РТС и РТ Нови Сад. Од 1982. године је члан Београдског савременог балета Смиљане Мандукић са којим је учествовала на многим фестивалима и концертима у оквиру Југоконцерта и Музичке омладине.
Најзначајнији Маријин ангажман је у кореографијама Смиљане Мандукић на концератима у позоришту Атеље 212:
- Свечаност - музика Витомира Трифуновића
- Арион - музика Властимира Трајковића
- Пећина - музика Арсенија Јовановића
- Фреске - слово љубве на музику Гране Стојковић
- Катарзис - музика Зорана Христића
- Аудиција у кореографији Весне Милановић - музика Џорџа Бенсона

У новооснованом Театру покрета Мимарт 1984. године играла је у првој целовечерној представи Урбис Лудус.
Учествовала у представи позоришта-књижаре Магаза основача Љубе Тадића и Снежане Никшић у сатиричној фолк опери Желимира Жилника и Пеђе Вранешевића Радничка опера, у режији Мире Ерцег. Премјера Радничлке опере била је 6. јуна 1985. године у камиону-позоришту фабрике Гоша у Смедеревској Паланци.
Јуна 2017. учествовала у пројекту обележавања  25 година од смрти Смиљане Мандукић и играла у представи Есеј у покрету, редитељке Сање Крсмановић-Тасић у Народном позоришту, сцена „Раша Плаовић”.